# Servicio de Ontología Agrícola
El Servicio de ontología agrícola (o AOS, por su sigla en inglés para Agricultural Ontology Service) es una iniciativa que contribuirá a estructurar y normalizar la terminología agraria en diversos idiomas para que pueda ser usado en múltiples sistemas en el ámbito de la agricultura y proporcionar diversos servicios. El objetivo del AOS es lograr una mayor interoperabilidad entre los sistemas agrarios. La aplicación de las normas promovidas a través del AOS permitirá realizar una mejor indexación y recuperación de recursos bibliográficos agrarios. El objetivo del Servicio de ontología agrícola es ayudar a los miembros de la comunidad a crear ontologías. Una ontología (informática) es un sistema lógico que contiene conceptos, la definición de esos conceptos y la especificación de las relaciones que existen entre esos conceptos. Para quienes vienen del ámbito de las bibliotecas tradicionales, el tesauro se considera una simple ontología, o sea, una jerarquía conceptual construida sobre la base de términos interrelacionados, con muy pocas relaciones genéricas. Una ontología va más allá y define y posibilita la creación de relaciones más formales, específicas y sólidas, así como restricciones y reglas. Una ontología captura y estructura el conocimiento en un ámbito en particular y, con esto, captura el significado de conceptos específicos para ese ámbito en particular. Este significado posteriormente estará a disposición de los usuarios finales a través de instrumentos (por ej.: indexaciones o aplicaciones de búsqueda y recuperación) que emplean ontologías.

## El Servicio de ontología agrícola: Motivación
En el sector agrícola existe una diversidad de vocabularios controlados, bien consolidados y fidedignos, como el Tesauro AGROVOC de la FAO, el Tesauro CAB y el Tesauro de la Biblioteca Nacional de Agricultura en los Estados Unidos. Sin embargo, para que los instrumentos semánticos sean más accesibles en la Internet, es necesario revaluar el enfoque tradicional de "tesauro" y avanzar hacia una técnica más moderna y apropiada al ambiente web, como la creación de "ontologías". La ontología en la gestión de información es un concepto que ha surgido de diversas iniciativas de web semántica. En el contexto de AOS, una ontología puede definirse, a grandes rasgos, como un sistema de organización de conocimientos semánticos que contiene conceptos y sus términos, las definiciones de esos conceptos y términos, y la especificación de las relaciones entre estos.

## Relaciones ontológicas
Las relaciones ontológicas permiten eliminar la necesidad de realizar múltiples búsquedas. Por ejemplo, los usuarios podrían estar interesados en encontrar recursos sobre los tipos de plagas en tomates. En vez de realizar múltiples búsquedas para cada tipo de plaga (por ej.: "tomates AND virus del mosaico del tomate", "tomates AND podredumbre gris"), se puede solicitar que se emplee una relación ontológica "agente de infección" definida formalmente para el tema "tomates". Si cada recurso para plagas en tomates en su sistema se indexa en función de esta relación, se ahorrará el trabajo de realizar múltiples búsquedas, y sólo recuperará lo que se necesita a través de una simple consulta.

## El Servidor de conceptos AOS (AOS/CS)
El Servidor de conceptos del Servicio de ontología agrícola (enlace roto disponible en Internet Archive; véase el historial, la primera versión y la última). es el primer paso para la creación de un "servicio de ontología". El Servidor de conceptos funcionará como un instrumento de apoyo a la estructuración y normalización de la terminología agraria que se utilizará en una amplia gama de sistemas en el ámbito de la agricultura. Se proyecta como un punto de acceso inicial para la terminología agraria estructurada y normalizada. El Servidor de conceptos proporcionará una ontología básica para el ámbito de la agricultura que puede ser usada como punto de partida para desarrollar ontologías más detalladas para ámbitos específicos. El proyecto tiene previsto ofrecer un sistema en línea al que se puede ingresar para hacer modelos, dar servicio y para la gestión de la terminología agraria. Los encargados de la ejecución tendrán acceso al sistema para administrarlo, mantenerlo y hacer los modelos. Los usuarios públicos podrán buscar y descargar la ontología completa o partes de ésta en diversos formatos y consultar otros servicios, como servicios de búsqueda y servicios de traducción, entre otros.
Para crear un servidor de conceptos utilizando el AGROVOC como punto de partida es necesario reestructurarlo, a fin de pasar del sistema actual basado en términos hacia otro sistema basado en conceptos. Es necesario evaluar las actuales limitaciones del modelo conceptual y agregar definiciones y restricciones. Además, las relaciones tradicionales del tesauro son demasiado generales y es necesario refinarlas. Hemos identificado una serie de relaciones ontológicas básicas (enlace roto disponible en Internet Archive; véase el historial, la primera versión y la última). que se utilizarán en el servidor de conceptos.

## Formatos
Actualmente se encuentran en estudio diversos formatos para representar el servidor de conceptos AOS. El primer paso para la creación del servidor de conceptos del AGROVOC es la representación del tesauro en formatos en RDF, que pueden aumentar la interoperabilidad del tesauro y están establecidos en series para Internet.
Hemos creado un modelo completo en el Lenguaje de Ontologías Web (OWL, en inglés: Ontology Web Language) que servirá como base para el servidor de conceptos. Se trata de un modelo basado en la lógica descriptiva en el cual se definen los conceptos, términos y secuencias (strings), así como la relación que existe entre estos. La creación de terminología se llevará a cabo directamente en un sistema basado en OWL. El sistema actual de base de datos posteriormente se mantendrá exclusivamente para efectos de compatibilidad inversa. Además, también se presentarán otros formatos, como SKOS, RDFS, TBX o simple tag text, que podrán ser exportados.

## AOS y la Web semántica
Respecto a la iniciativa de web semántica, el AOS buscará:
- incrementar la eficacia y la coherencia en la descripción y asociación de los recursos agrarios multilingües;
- incrementar la funcionalidad y la pertinencia en la evaluación de estos recursos, y
- proporcionar un marco para intercambiar descripciones comunes, definiciones y relaciones en la comunidad agrícola.

## Enlaces relacionados
- Conjunto de elementos de metadatos agrarios (AgMES)
- Normas para la gestión de información agrícola
- AGROVOC
- Artículos sobre gestión de información y conocimientos agrarios Archivado el 24 de mayo de 2007 en Wayback Machine.
- Canal RSS de noticias y actividades (enlace roto disponible en Internet Archive; véase el historial, la primera versión y la última).

## Documentos
- OWL Web Ontology Language - Resumen (inglés)
- OWL Web Ontology Language -Guía (inglés)
- OWL Web Ontology Language - Referencia (inglés)

## Instrumentos
- KAON2 Archivado el 6 de enero de 2006 en Wayback Machine. motor de inferencia de código abierto para OWL-DL y DL-safe rules
- Protege OWL módulo OWL para el editor de ontologías Protégé
- Véase también Instrumentos AOS (enlace roto disponible en Internet Archive; véase el historial, la primera versión y la última).

- Datos: Q396711